# Rue de la Pépinière (Paris)
Pour les articles homonymes, voir La Pépinière et Rue de la Pépinière.
La rue de la Pépinière est une voie du 8e arrondissement de Paris.

## Situation et accès
Elle commence  rue de Rome et au 139, rue Saint-Lazare et se termine place Saint-Augustin.
Le quartier est desservi par la ligne de métro 9 à la station Saint-Augustin.

## Origine du nom
Cette rue porte ce nom car elle conduisait à la pépinière royale du Roule créée en 1670.

## Historique
À partir de 1640, l'espace compris aujourd'hui entre les rues du Colisée et de Berri, l'avenue des Champs-Élysées et la rue du Faubourg-Saint-Honoré fut occupé par la pépinière royale, qui fournissait les résidences royales en arbres, arbustes et fleurs. Elle fut désaffectée sous la Régence avec le projet abandonné de construction d'un nouvel hôtel des Monnaies. Une rue nommée « rue d'Angoulême » (actuel tronçon de la rue La Boétie entre la rue du Faubourg-Saint-Honoré et l'avenue des Champs-Élysées) fut ouverte en 1777 au sud du terrain de l'ancienne pépinière.
Une nouvelle pépinière royale, dite pépinière du Roule, fut créée en 1720 au nord du Grand Égout, dans un rectangle délimité par les actuelles rues de Courcelles à l'ouest et La Boétie au sud, approximativement à l'emplacement de l'actuelle rue de Miromesnil à l'est et à celui du boulevard Haussmann au nord. Cette seconde pépinière fut supprimée en 1826.
Son directeur avait son logement dans une maison reconstruite en 1763 et qui en était séparée par l'actuelle rue de Courcelles. Son premier occupant fut l'abbé Nolin, chanoine de Saint-Marcel. Après la mort de Nolin, en 1794, c'est son neveu et adjoint, Louis de Lezermes qui lui succède. À partir de 1806, la pépinière est dirigée par le botaniste Louis Marie Aubert Du Petit-Thouars (1758-1831), frère de l'amiral Du Petit-Thouars.
Un chemin, indiqué dès 1555, reliait le faubourg du Roule, à l'emplacement de l'église Saint-Philippe-du-Roule, au lieu-dit « La Pologne » situé au carrefour formé aujourd'hui par la rue du Rocher, la rue de l'Arcade (qui s'est longtemps appelée « rue de la Pologne »), la rue Saint-Lazare et la rue de la Pépinière. Ce chemin longeant au sud la deuxième pépinière royale fut appelé « chemin de la Pépinière à la Pologne ». Il fut élargi et transformé en 1782 en rue nommée rue de la Pépinière  dans le prolongement de la rue d'Angoulême (actuelle rue de la Boétie) récemment ouverte à cette date.
En 1868, la partie située entre la place Saint-Augustin et la place Chassaigne-Goyon fut rebaptisée « rue Abbatucci » puis rue La Boétie en 1879, la rue de la Pépinière ne conservant son ancienne dénomination que sur sa partie est, de la place Saint-Augustin à la place Gabriel-Péri.

Évolution des rues La Boétie et de la Pépinière de 1760 à 1878
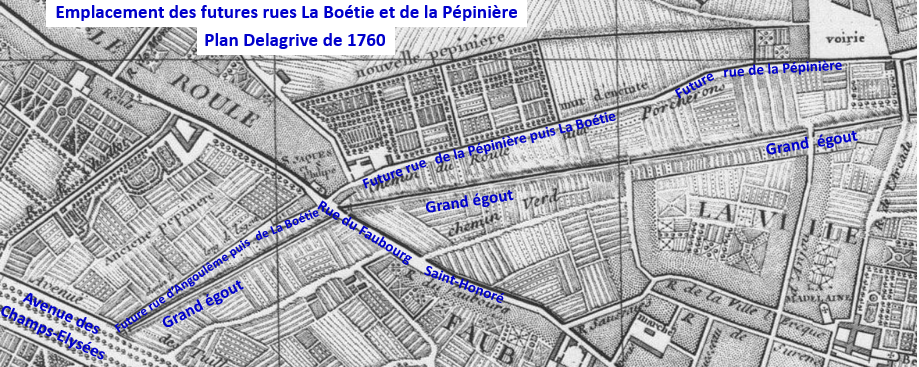
Emplacement de futures rues La Boétie et de la Pépinière en 1760
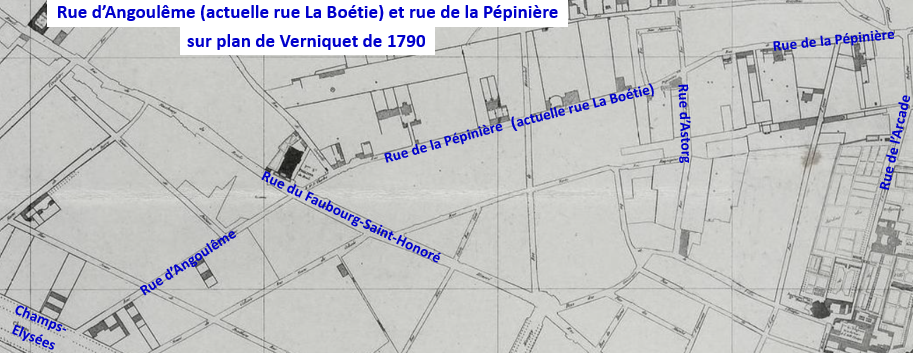
Rues La Boétie et de la Pépinière sur plan de Verniquet de 1790
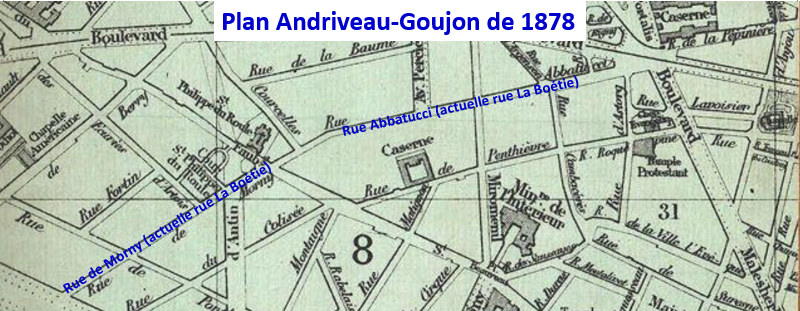
Rue Abbatucci (ancienne rue de la Pépinière et partie de l'actuelle rue La Boétie) et rue de la Pépinière sur plan Andriveau-Goujon de 1878

## Bâtiments remarquables et lieux de mémoire
- Au XIXe siècle, un restaurant Bouillon Duval se trouvait à ce niveau, à l'intersection avec la rue de Rome.
- No 1 : l'actrice Blanche Toutain habitait à cette adresse en 1910[2].
- No 6 : habité par Georges Grand, sociétaire de la Comédie-Française (en 1910)[2]. En 1914, madame Hady y exerçait ses talents de masseuse au 4e droite de 1 à 7, tous les jours dimanches et fêtes[3]. Le lieu deviendra La Rôtisserie de la reine Pédauque, restaurant fondé par Patrick de Ribemont, dans les années 1970.
- Nos 7 : dans les années 1900, consulat général du Pérou[4].
- Nos 7-11 : durant la Seconde Guerre mondiale, siège de la Banque de l'Indochine, dirigée par Jean Laurent, dont l'intervention, conjointement avec celle du consul général de Suède Raoul Nordling (1881-1962), permit d'y conclure le 20 août 1944, au moment de la libération de Paris, une trêve entre les résistants et les troupes allemandes.

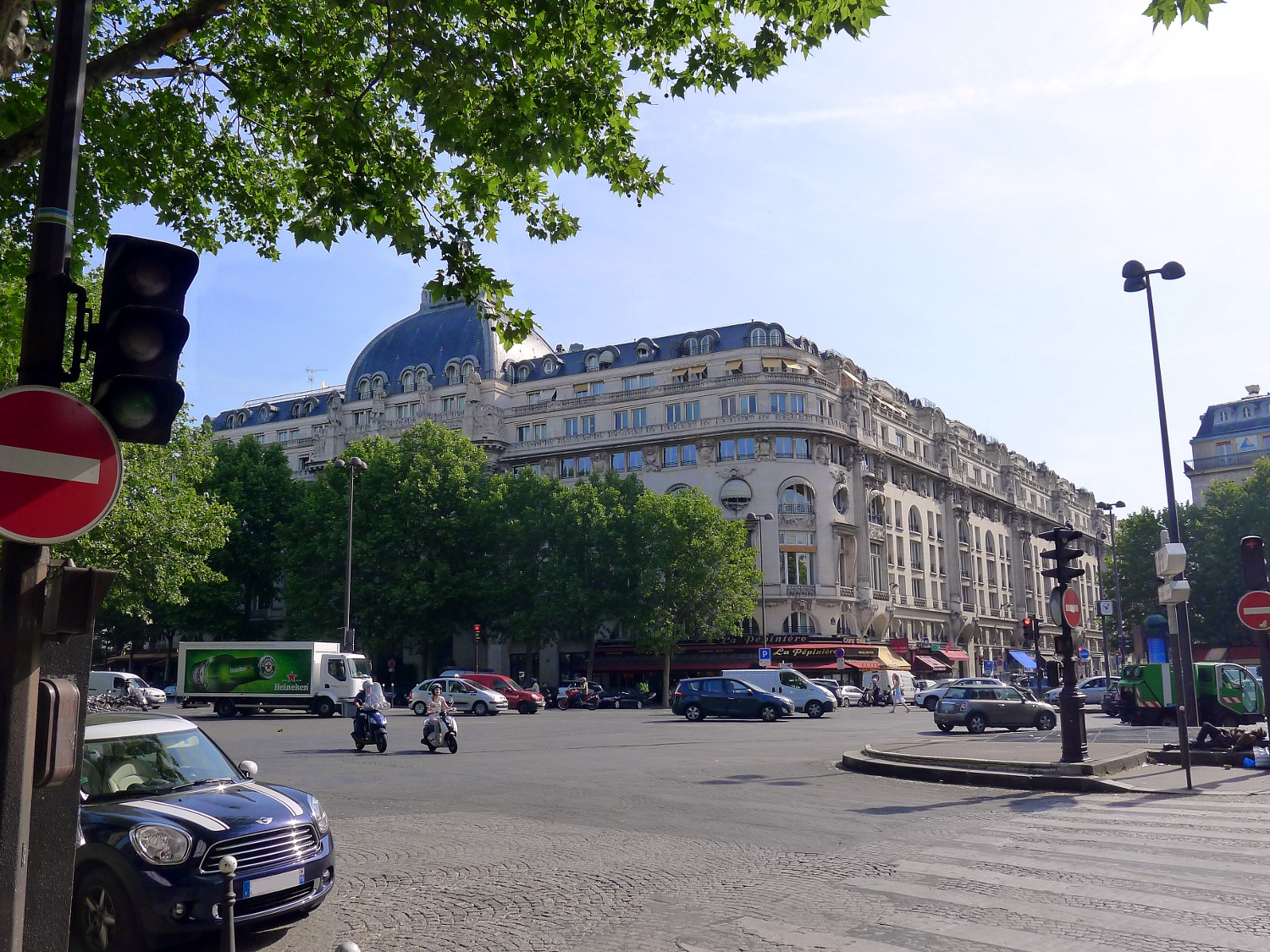
Cercle national des armées.

- Nos 24 à 28 (et 8, place Saint-Augustin) : Cercle national des armées, plus connu comme le Cercle militaire interarmes. Il occupe l'emplacement d'une partie de la caserne de la Pépinière. Il est orné de sculptures par Jean-Antoine Injalbert, François-Léon Sicard, Jean Boucher et Paul Landowski. Il offre aux officiers des armées de terre, de mer et de l'air tous les services d'un grand hôtel.
- No 25 : à cette adresse, en 1908, M. Remy, agent de change retraité, fut poignardé pendant son sommeil avec un couteau de cuisine par ses domestiques Renard et Courtois. L'enquête révéla que le laquais Renard était devenu le maître absolu de la maison mais que, menacé d'être renvoyé, il avait résolu de se débarrasser de son employeur et en avait profité pour lui dérober une importante quantité de bijoux et une forte somme d'argent. Renard fut arrêté par la police le 26 juin 1908. En 1910, l'immeuble abrita le siège du journal d'extrême-droite Le Nouveau Siècle. En 1911, Henri Lecoeur ouvre un théâtre dans l'hôtel du Nouveau Siècle qui se dit le plus petit théâtre de Paris[5]

### Bâtiments détruits
- No 9 : ancien Concert de la Pépinière (en 1910)[2].

### Dans la fiction
- Dans le roman d'Honoré de Balzac Le Contrat de mariage (1835), Paul de Manerville y habite avec sa femme Natalie. « Item, une belle maison entre cour et jardin, sise à Paris, rue de la Pépinière, imposée à quinze cents francs. Ces propriétés, dont les titres sont chez moi, proviennent de la succession de nos père et mère, excepté la maison de Paris, laquelle est un de nos acquêts. »